# Єршово (Псковська область)
Єршово (рос. Ершово) — присілок в Псковському районі Псковської області Російської Федерації.
Населення становить 538 осіб. Входить до складу муніципального утворення Єршовська волость.

## Історія
Від 2015 року входить до складу муніципального утворення Єршовська волость.

## Населення
| 2001 | 2002 | 2010 |
| ---- | ---- | ---- |
| 494  | ↗515 | ↗538 |